# Alpine GTA

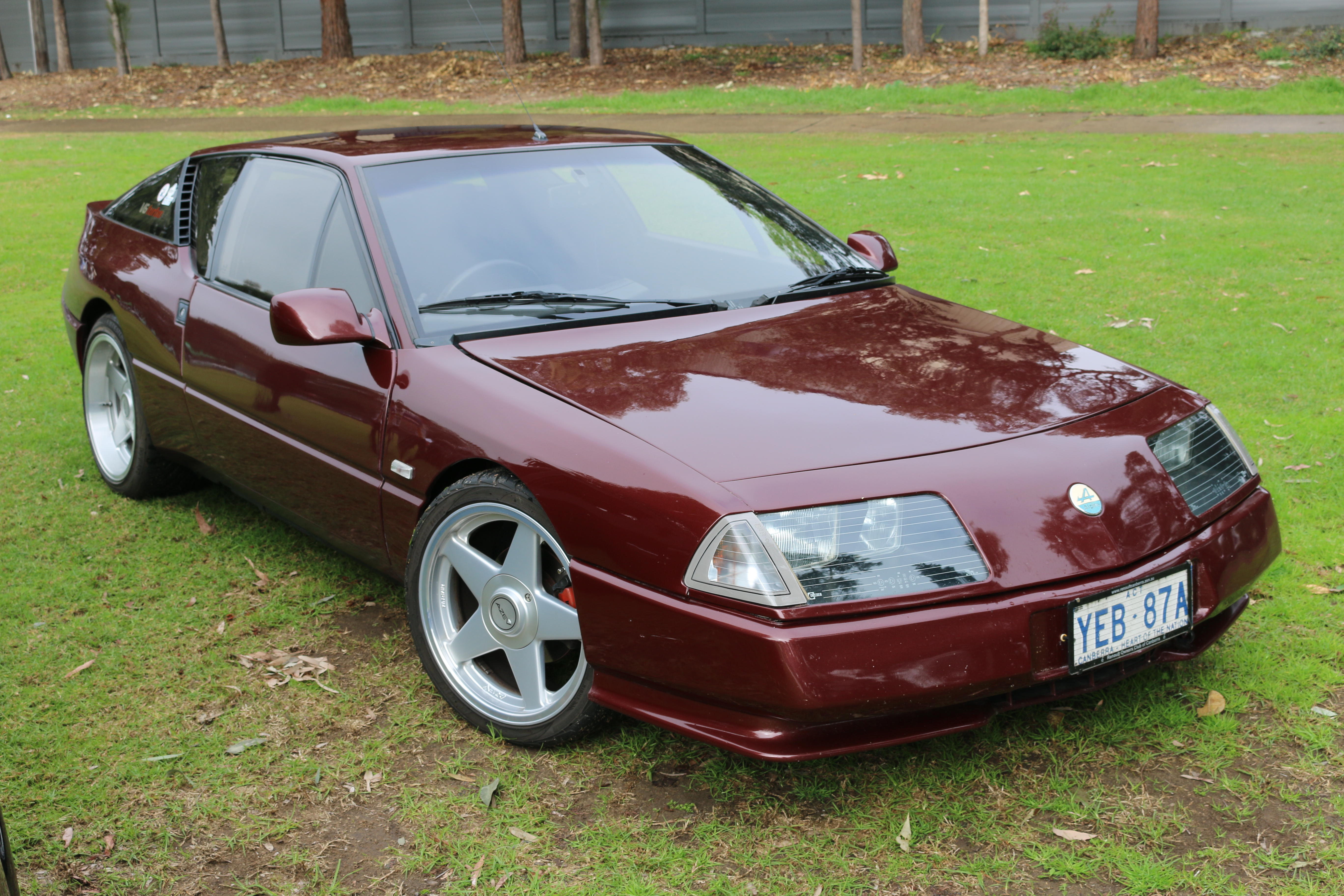
Alpine GTA V6 Turbo

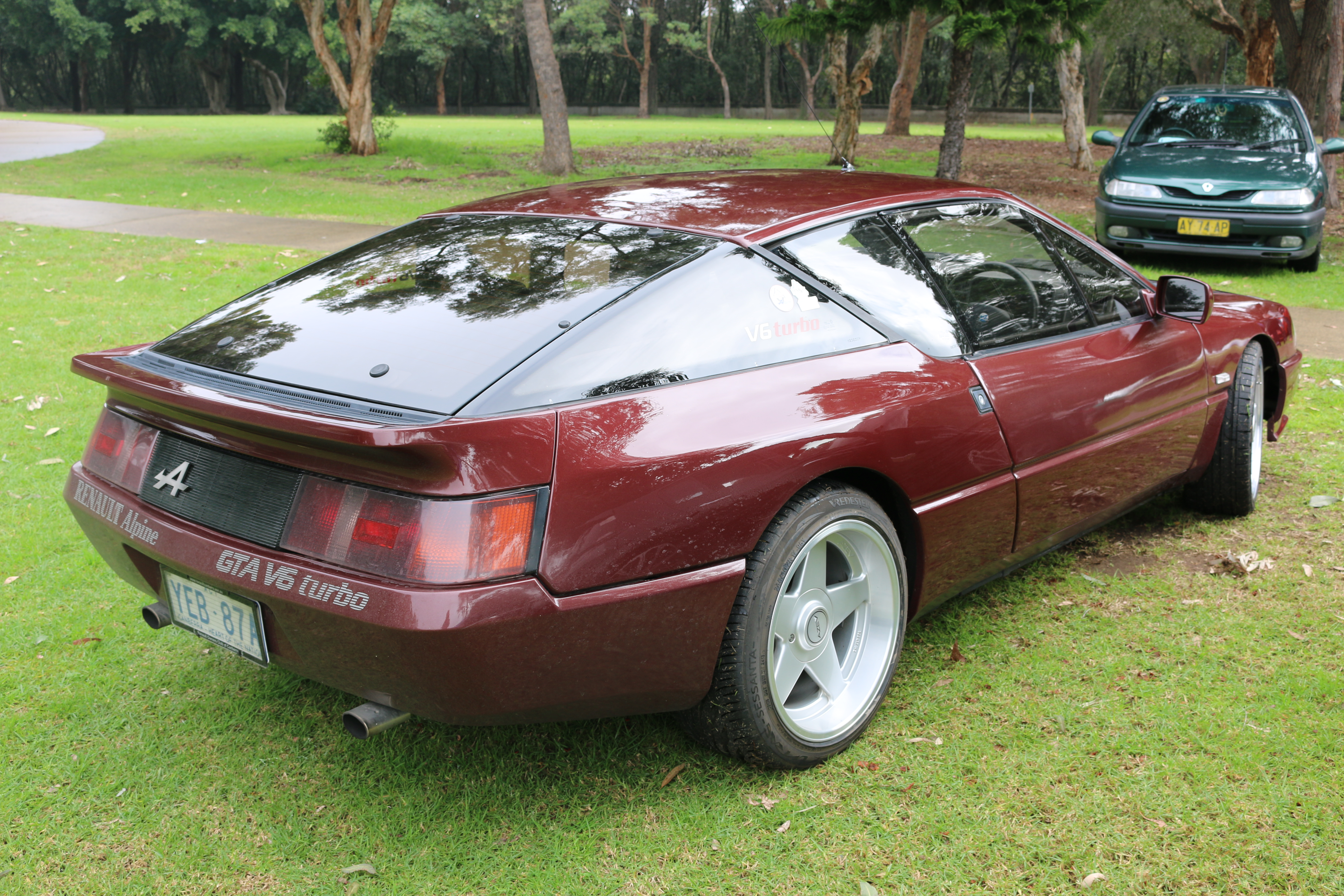
Alpine GTA V6 Turbo

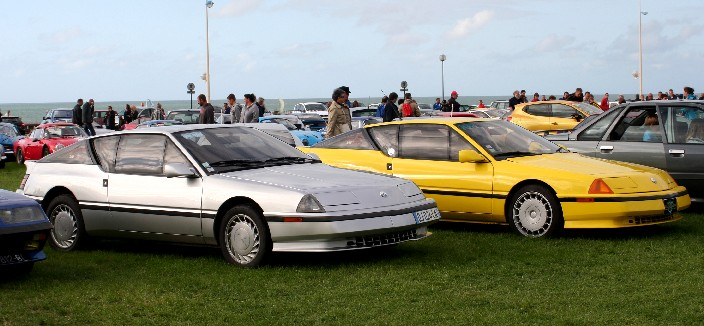
Alpine GTA USA V6 Turbo

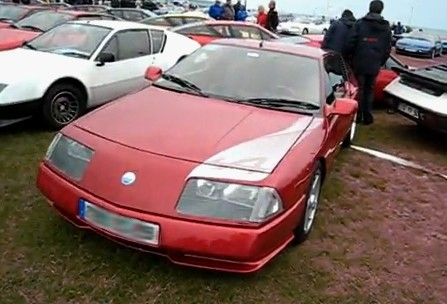
Alpine GTA V6 Turbo Mille Miles

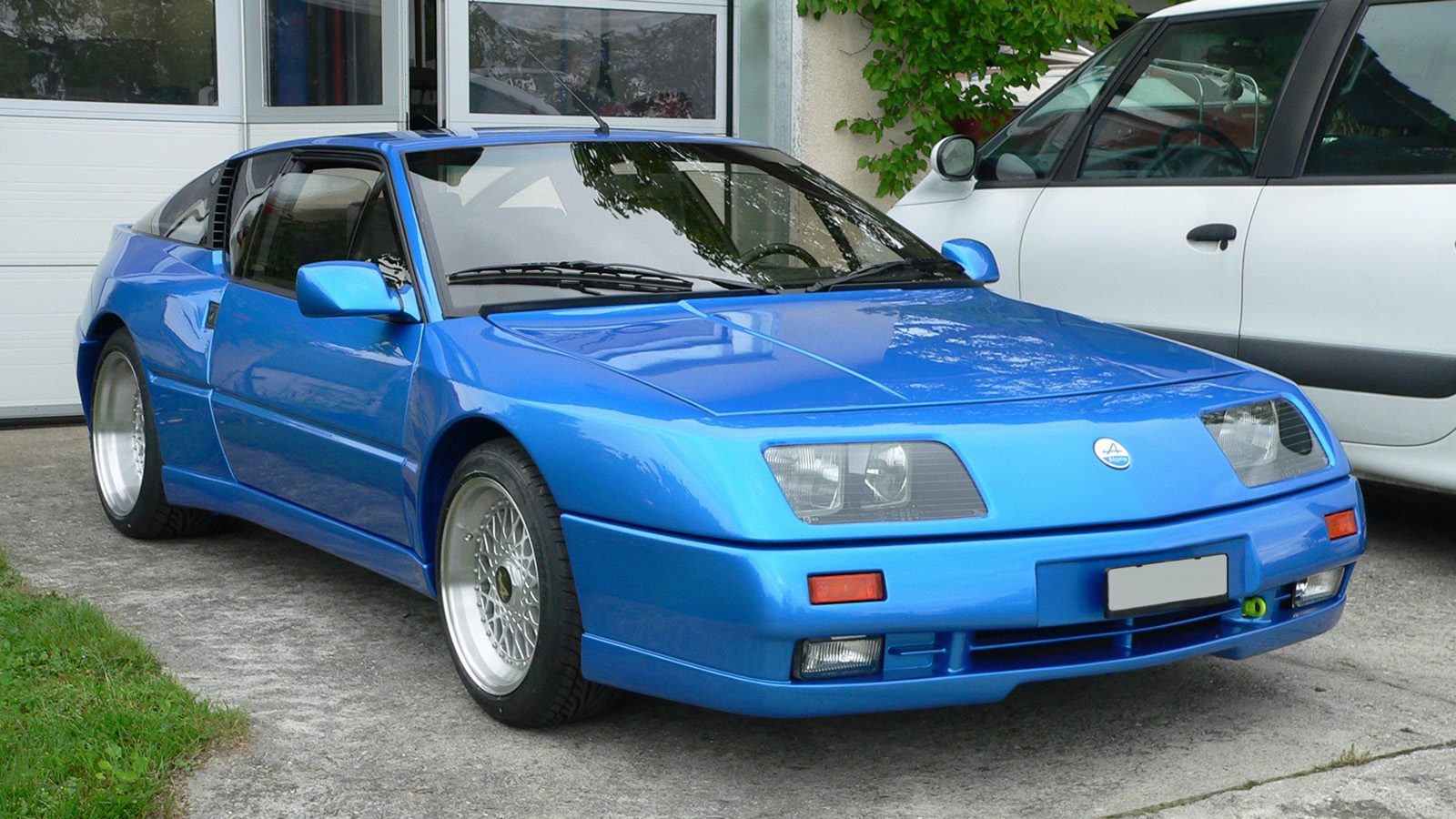
Alpine GTA V6 Turbo Le Mans

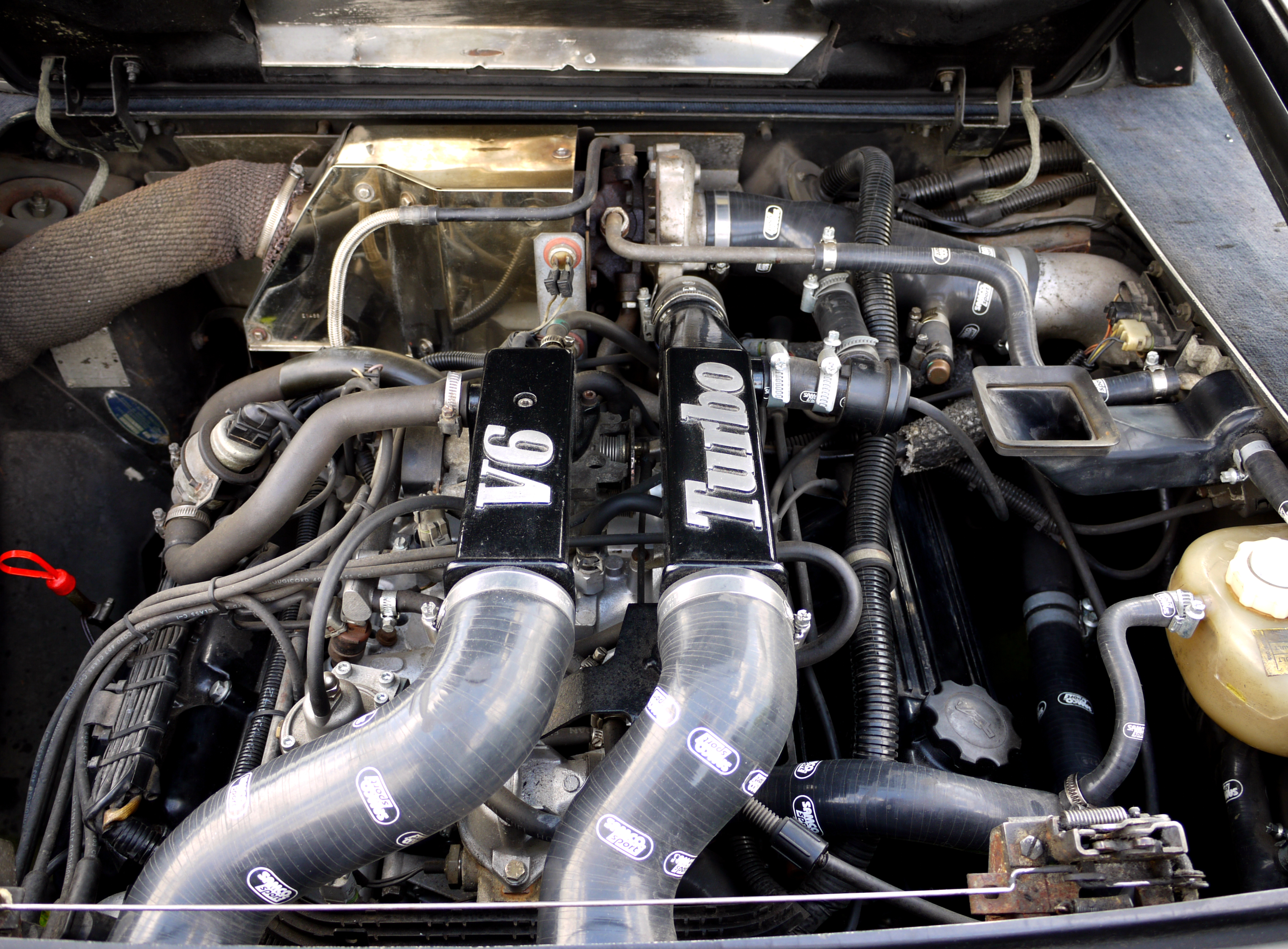
Motore V6 PRV Turbo

La Alpine GTA è un'autovettura sportiva gran turismo prodotta dal 1984 al 1991 dalla casa automobilistica francese Alpine (o Alpine-Renault).

## Storia
La GTA (acronimo di Grand Tourisme Alpine), altrimenti chiamata Renault Alpine GTA, fu introdotta all'inizio del 1985 per sostituire la A310, rimasta in listino per 13 anni, dal 1971 al 1984. La presentazione avvenne nel marzo al Salone dell'automobile di Ginevra del 1985. La carrozzeria, in plastica e poliestere, riprendeva grosso modo le forme della A310, ma ristilizzata in chiave più moderna, grazie alla matita di Heuliez, l'autore del restyling: nuovi erano per esempio i paraurti integrati nella scocca.
Il modello era proposto, nelle intenzioni della casa come concorrente della Porsche 944, rispetto alla quale offriva un'aerodinamica migliore, frutto di scelte tecnico-stilistiche molto accurate. Grazie al suo Cx molto ridotto (0,28), al peso contenuto ed ai suoi motori potenti, la GTA dotata di motore 6 cilindri prodotto dalla PRV, riusciva a spuntare prestazioni in grado di surclassare la concorrente, e ad un prezzo molto concorrenziale.
Presentava peraltro finiture interne inferiori, troppo economiche per poter rivaleggiare con quelle di una coupé tedesca, sia essa Porsche, BMW o altro. Insieme all'immagine ormai appannata dagli anni, questo fece sì che il successo fosse limitato: il periodo dei grandi successi della A110 sembrano enormemente lontani. Parve sostanzialmente che la vettura venisse percepita più come una Renault che come il prodotto di una casa gloriosa, d'altra parte l'auto fino al 1989 era commercializzata come Renault Alpine e sul posteriore riportava "RENAULT Alpine".
La GTA fu proposta inizialmente in due versioni: la prima era la GTA V6 GT, equipaggiata dal motore V6 PRV da 2.849 cm³ di cilindrata, in grado di sviluppare 160 CV (120 kW) di potenza massima a 5.750 giri/min. La velocità massima era di 235 km/h.
La seconda versione presente in listino fin dall'anno successivo era la GTA V6 Turbo, equipaggiata da un V6 da 2.458 cm³, in grado di erogare 200 CV (150 kW) e di spingere la vettura a ben 252 km/h di velocità massima.
Nel 1985 fu introdotta la Turbo Europa Cup, con meccanica rivista in maniera tale da arrivare a 260 CV (190 kW) e a spingere la vettura altre 265 km/h di velocità massima. Fu la massima evoluzione raggiunta dalla GTA, essa fu prodotta in 69 esemplari, per la maggior parte in versione da competizione ma con la carta di circolazione, si stima che solo 7 esemplari restarono in versione civile. Essa fu realizzata per partecipare all'"Europa Cup Renault Alpine V6 Turbo" (in seguito Eurocup Mégane Trophy, parte del World Series by Renault) dal 1985 al 1988.
Nel 1987 la GTA doveva essere esportata anche negli Stati Uniti, tuttavia la produzione fu fermata a 21 esemplari, ciò a causa del ritiro di Renault del mercato statunitense e la vendita da parte di Renault nel 1987 della American Motors, che ne doveva assicurare la distribuzione (come lo fu per altri modelli Renault dell'epoca, tra cui la Fuego). La vettura fu modificata per adattarla al mercato e in particolare fu dotata di convertitore catalitico e di fari a scomparsa e fu commercializzata come GTA USA, ma alla fine nessuna vettura fu venduta negli Stati Uniti.
Nel 1987 fu presentata la versione catalizzata della GTA V6 Turbo, dapprima per il mercato svizzero e successivamente per quello francese; il motore tuttavia passava a 185 CV (136 kW) (15 CV in meno della V6 Turbo non catalizzata).
Nel 1989 fu presentata la serie limitata (a 100 esemplari) della V6 Turbo Mille Miles, essa era una serie speciale, dotata di un migliore equipaggiamento di serie, per commemorare i 35 anni della Alpine e il ritorno del logo Alpine sulla GTA.
Nel 1990 fu presentata la serie limitata (a 300 esemplari, ma alla fine ne furono venduti 325) della V6 Turbo Le Mans, essa in particolare aveva un'estetica ampiamente modificata, soprattutto nel frontale ed era dotata di un kit carrozzeria che ne faceva aumentare il peso di 200 Kg e tuttavia era anch'essa dotata del motore da 185 CV (136 kW) (15 CV in meno della V6 Turbo non catalizzata, pur costando di più); era però disponibile – commercializzato dalla Renault e in sovrapprezzo – il kit tuning Danielson da 210 CV (150 kW).
La produzione della GTA si ferma nel 1991 e lo stesso anno è commercializzata la sua erede: la Alpine A610; quest'ultima riprendeva in particolare l'estetica della GTA USA (i fari a scomparsa) ed era dotata della versione 3 litri del motore V6 PRV.

## Modelli
Versioni di serie
- V6 GT (D500 05) : presentata nel novembre 1984 (motore atmosferico a carburatore, senza catalizzatore).
- V6 Turbo Europa Cup : presentata nel luglio 1985 (motore turbo a iniezione, senza catalizzatore).
- V6 Turbo (D501 05) : presentata nel settembre 1985 (motore turbo a iniezione, senza catalizzatore).
- GTA USA V6 Turbo (D50 A) : presentata nel 1986 (motore turbo a iniezione, con catalizzatore).
- V6 Turbo catalysée (D502 05) : presentata nel 1987 (motore turbo a iniezione, con catalizzatore).
- V6 Turbo Mille Miles (D501 05) : presentata nel maggio 1989 (motore turbo a iniezione, senza catalizzatore).
- V6 Turbo Le Mans (D502 05) : presentata nel febbraio 1990 (motore turbo a iniezione, con catalizzatore).

Versioni modificate
- GTA V6 Turbo Evolution : realizzata nel 1987 da Bernard Pierangeli – all'epoca direttore del Centro Alpine di Boulogne-Billancourt – modificando il motore e la carrozzeria della V6 GT; il motore, dotato di un turbocompressore, è portato a 265 CV (195 kW), la coppia massima era di 402 N⋅m (41,0 kg⋅m) a 2.000 giri/min e la velocità massima era di 270 km/h; solo una decina di esemplari saranno venduti, ma non ufficialmente da Renault.[5]
- GTA V6 Turbo Le Mans Danielson : nel luglio 1990 la Renault commercializza in opzione per la "GTA V6 Turbo Le Mans" il kit tuning Danielson, l'auto poteva essere acquistata direttamente col kit e con la garanzia del costruttore. Il kit motore prevedeva un nuovo turbocompressore, la potenza passava a 210 CV (154 kW), la coppia massima era di 343 N⋅m (35,0 kg⋅m) a 2.200 giri/min e la velocità massima era di oltre 240 km/h.[18]

Progetti non realizzati
- GTA 2 L Turbo : versione col motore della R21 Turbo da 2.000 cm³ da 175–162 CV (129–119 kW) a seconda se senza o con catalizzatore.
- GTA V6 Turbo Quadra : versione basata sulla "GTA USA" a trazione integrale.
- GTA système ASR : versione dotata di un sistema di controllo della trazione.
- GTA V6 Turbo Embrayage automatique Valeo : versione dotata di una frizione automatica.

## Produzione
| Modello | D500 V6GT | V6 Turbo EUR CUP | D501 V6 Turbo | GTA USA | D502 V6 Turbo | D501 Mille Miles | D502 Le Mans | Totale |
| ------- | --------- | ---------------- | ------------- | ------- | ------------- | ---------------- | ------------ | ------ |
| 1984    | 191       | 54               |               |         |               |                  |              | 245    |
| 1985    | 639       |                  | 398           |         |               |                  |              | 1.037  |
| 1986    | 264       | 7                | 1.035         | 21      |               |                  |              | 1.327  |
| 1987    | 139       | 8                | 1.051         |         |               |                  |              | 1.198  |
| 1988    | 164       |                  | 1.092         |         |               |                  |              | 1.256  |
| 1989    | 81        |                  | 345           |         | 336           | 100              |              | 862    |
| 1990    | 31        |                  | 61            |         | 152           |                  | 291          | 535    |
| 1991    |           |                  |               |         |               |                  | 34           | 34     |
| Totale  | 1.509     | 69               | 3.982         | 21      | 488           | 100              | 325          | 6.494  |

## Caratteristiche tecniche
| Modello                           | D500 V6GT                            | V6 Turbo EUR CUP                                      | D501 V6 Turbo                                         | GTA USA                                               | D502 V6 Turbo                                         | D501 Mille Miles                                      | D502 Le Mans                                          |
| --------------------------------- | ------------------------------------ | ----------------------------------------------------- | ----------------------------------------------------- | ----------------------------------------------------- | ----------------------------------------------------- | ----------------------------------------------------- | ----------------------------------------------------- |
| Motore V6 PRV                     | D500 05                              |                                                       | D 501 05                                              | D 50 A                                                | D 502 05                                              | D 501 05                                              | D 502 05                                              |
| Cilindrata (cm³)                  | 2.849                                | 2.458                                                 | 2.458                                                 | 2.458                                                 | 2.458                                                 | 2.458                                                 | 2.458                                                 |
| Potenza (a giri/min)              | 160 CV (118 kW) a 5.750 giri/min     | 220–280 CV (162–206 kW) a 5.500 giri/min              | 200 CV (147 kW) a 5.750 giri/min                      | 180 CV (132 kW) a 5.900 giri/min                      | 185 CV (136 kW) a 5.750 giri/min                      | 200 CV (147 kW) a 5.750 giri/min                      | 185 CV (136 kW) a 5.750 giri/min                      |
| Coppia (a giri/min)               | 226 N⋅m (23,0 kg⋅m) a 3.500 giri/min | 333 N⋅m (34,0 kg⋅m) a 4.500 giri/min                  | 290 N⋅m (29,6 kg⋅m) a 2.500 giri/min                  |                                                       | 296 N⋅m (30,2 kg⋅m) a 2.200 giri/min                  | 290 N⋅m (29,6 kg⋅m) a 2.500 giri/min                  | 296 N⋅m (30,2 kg⋅m) a 2.200 giri/min                  |
| Catalizzatore                     | no                                   | no                                                    | no                                                    | si                                                    | si                                                    | no                                                    | si                                                    |
| Alimentazione                     | 2 carburatori                        | iniezione elettronica, turbo Garrett T3 e intercooler | iniezione elettronica, turbo Garrett T3 e intercooler | iniezione elettronica, turbo Garrett T3 e intercooler | iniezione elettronica, turbo Garrett T3 e intercooler | iniezione elettronica, turbo Garrett T3 e intercooler | iniezione elettronica, turbo Garrett T3 e intercooler |
| Velocità max (km/h)               | 235                                  | 265                                                   | 250                                                   |                                                       |                                                       | 250                                                   | 240                                                   |
| Accelerazione (0–100 km/h e 1 km) | 8 s. 28 s.                           |                                                       | 7 s. 26,8 s.                                          |                                                       |                                                       | 7 s. 26,8 s.                                          | 8 s. 27,3 s.                                          |
| Aerodinamica (CX e SCX in m²      | 0,28 0,48                            | 0,30 0,51                                             | 0,30 0,51                                             | 0,30 0,51                                             | 0,30 0,51                                             | 0,30 0,51                                             | 0,30 0,59                                             |
| Lunghezza (mm)                    | 4.330                                |                                                       | 4.330                                                 | 4.466                                                 | 4.330                                                 | 4.330                                                 | 4.310                                                 |
| Larghezza (mm)                    | 1.750                                |                                                       | 1.750                                                 | 1.760                                                 | 1.750                                                 | 1.750                                                 | 1.812                                                 |
| Altezza (mm)                      | 1.190                                |                                                       | 1.190                                                 | 1.209                                                 | 1.190                                                 | 1.190                                                 | 1197                                                  |
| Passo (mm)                        | 2.340                                | 2.340                                                 | 2.340                                                 | 2.340                                                 | 2.340                                                 | 2.340                                                 | 2.340                                                 |
| Avanti (mm)                       | 1.493                                | 1.493                                                 | 1.493                                                 | 1.493                                                 | 1.493                                                 | 1.493                                                 | 1.555                                                 |
| Dietro (mm)                       | 1.462                                | 1.462                                                 | 1.462                                                 | 1.462                                                 | 1.462                                                 | 1.462                                                 | 1.566                                                 |
| Peso (kg)                         | 1.110                                | 1.000                                                 | 1.210                                                 |                                                       |                                                       | 1.210                                                 | 1.235                                                 |
| Modello                           | D500 V6GT                            | V6 Turbo EUR CUP                                      | D501 V6 Turbo                                         | GTA USA                                               | D502 V6 Turbo                                         | D501 Mille Miles                                      | D502 Le Mans                                          |

## Palmares
Palmares della Coupe d'Europe Renault Alpine GTA V6
Vincitore dell'«Europa Cup Renault Alpine V6 Turbo» (in seguito Eurocup Mégane Trophy, parte del World Series by Renault) dal 1985 al 1988.
- 1985 : Oscar Larrauri
- 1986 : Massimo Sigala
- 1987 : Massimo Sigala
- 1988 : Massimo Sigala